# Hlas pro římského krále
Hlas pro římského krále je český televizní film režiséra Václava Křístka z roku 2016, který pojednává o životě Karla IV. od jeho dětství až po korunovaci římským císařem v roce 1355 a který byl natočen a odvysílán u příležitosti 700. výročí narození panovníka.

## Výroba
Natáčení filmu bylo zahájeno 25. srpna 2015 na Švihově. Film se natáčel také v Kraji Vysočina, přesněji v Třebíči.

## Obsazení
| Kryštof Hádek         | Karel IV.                              |
| Stanislav Majer       | Jan Lucemburský                        |
| Petr Jeništa          | Bušek II. z Velhartic                  |
| Tereza Voříšková      | Blanka z Valois                        |
| Marián Geišberg       | Balduin Lucemburský                    |
| Hana Vagnerová        | Eliška Přemyslovna                     |
| Luboš Veselý          | Pierre Rosiéres                        |
| Petr Štěpán           | Ludvík IV. Bavor                       |
| Jan Plouhar           | Rottenberg                             |
| Jan Vondráček         | francouzský král Karel IV. Francouzský |
| Norbert Lichý         | Wolfram                                |
| Jaroslav Plesl        | Dobeš z Bechyně                        |
| Karel Zima            | Tomáš z Villeneuve                     |
| Štěpánka Fingerhutová | Markéta Korutanská                     |